# Banban
Banban is een bestuurslaag in het regentschap Pamekasan van de provincie Oost-Java, Indonesië. Banban telt 758 inwoners (volkstelling 2010).